# 江古田文学
『江古田文学』（えこだぶんがく）は、日本大学芸術学部、江古田文学会が年3回発行する文芸雑誌。江古田文学賞を主催する。編集部は日本大学芸術学部文芸学科内にある。ネット書店等で購入できる。

## 発行日
- 7月25日
- 11月25日
- 2月25日

## 編集部
- 〒176-8525　東京都練馬区旭丘2-42 日本大学芸術学部文芸学科内 江古田文学会